# Romuald Promberger
Romuald Promberger (8. února 1856 Nové Město nad Metují – 29. října 1932 Olomouc) byl český nakladatel a knihkupec německého původu. Od roku 1884 provozoval své knihkupectví v domě na Eliščině třídě v Olomouci, druhé české knihkupectví ve městě. Účastnil se olomouckého veřejného života, byl oceňován jako úspěšný podnikatel, vlastenec a filantrop. Byl také označován jako Moravský Kramerius.

## Život

### Mládí

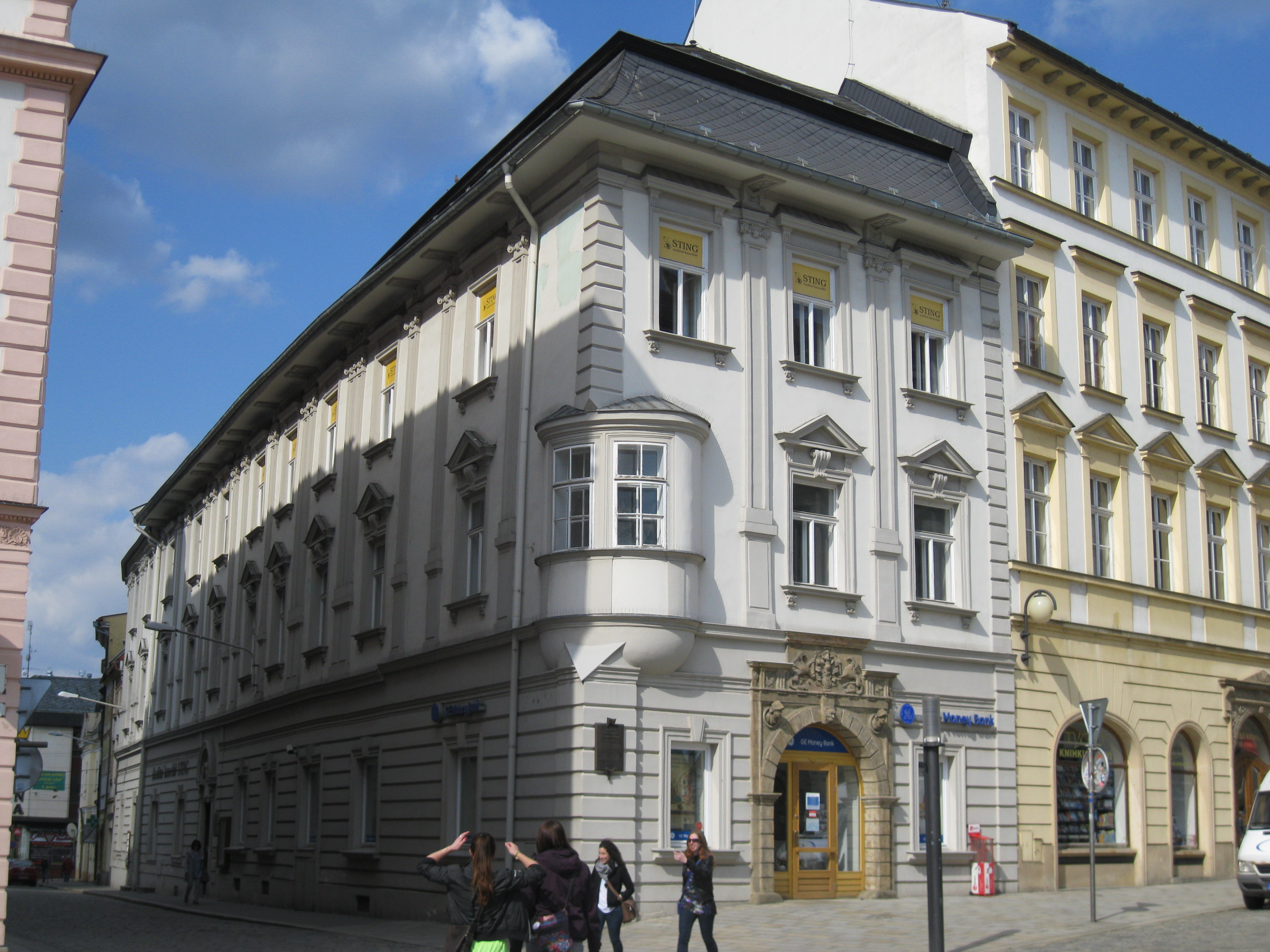
Měšťanský dům č. 2 na olomouckém Horním náměstí, kde sídlilo Prombergerovo knihkupectví. Na budově je umístěna pamětní deska.

Narodil se v Novém Městě nad Metují ve východních Čechách v rodině s německým původem. Vyučil se v knihkupectví svého strýce Eduarda Hölzela, který vlastnil obchod s knihami v němčině na Horním náměstí v Olomouci.

### KnihkupectvíR. Promberger
V Olomouci se Promberger usadil a roku 1884 si zde v domě zlatníka Webera na Eliščině třídě (pozdější Denisova ulice) pronajal prodejní prostory a zřídil zde vlastní knihkupectví s českou literaturou. Prombergerovo knihkupectví bylo druhým českým v Olomouci (prvním ve městě byl obchod Vladimíra Rakovského na Žerotínově náměstí). Prodávalo nejrůznější druhy literatury, tiskovin, kalendářů, naučné literatury, hudebnin, ale také například reprodukcí obrazů. Díky svému zaměření na české čtenáře, a především pro české obyvatelstvo na moravském venkově, se stalo důležitou institucí posilující český kulturní vliv v jazykově německy majoritní Olomouci a okolí. Vydávalo též např. dámský kalendář Libuše. Vydávané tituly byly prodávány též ve Spojených státech amerických, kde se na konci 19. století již nacházela početná česky mluvící komunita.
Roku 1896 zřídil Romuald Promberger novou prodejnu v rohovém domě č. 2 na olomouckém Horním náměstí.

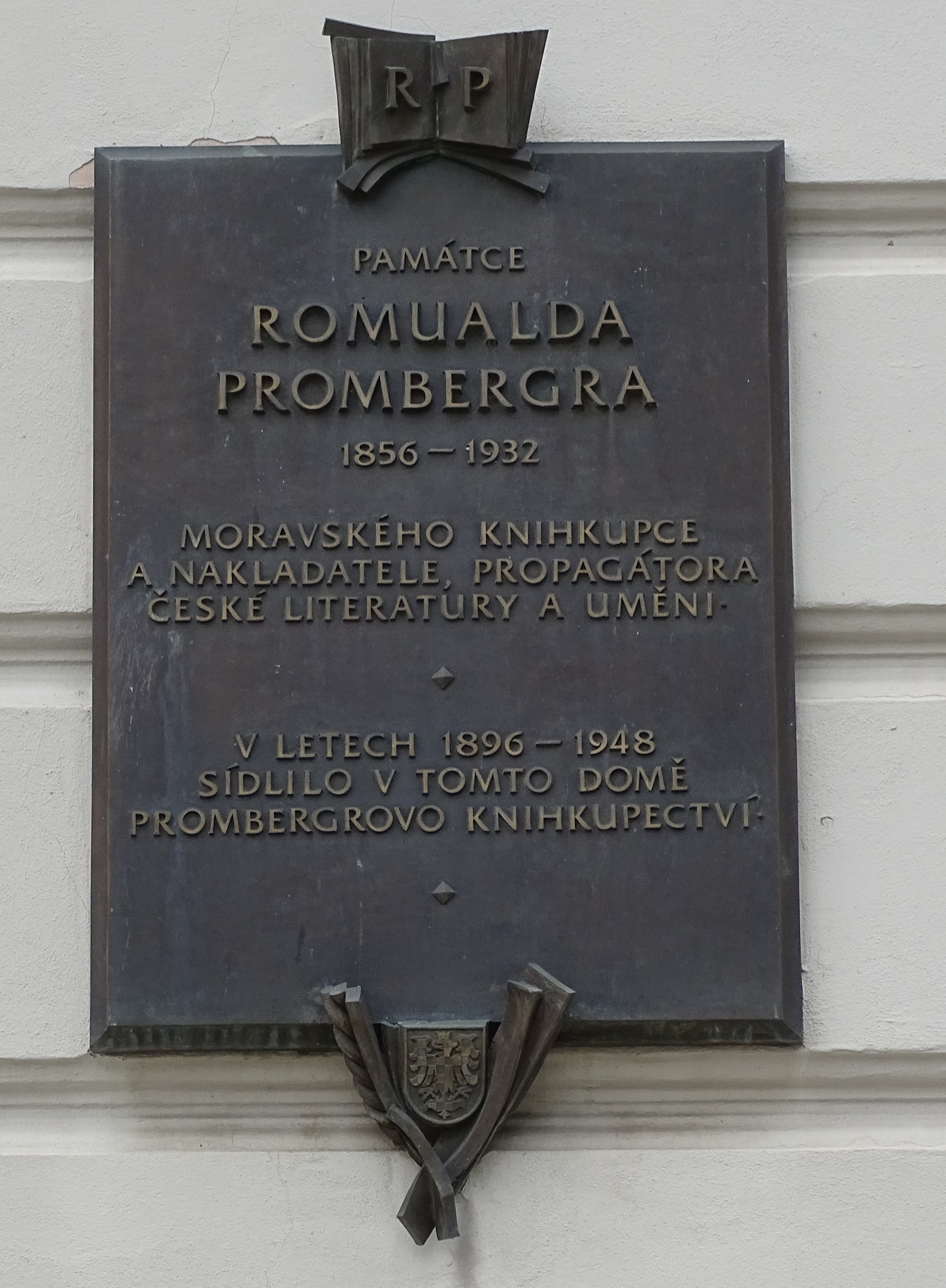
Pamětní deska Romualdu Prombergerovi v Olomouci.

Vedle prodeje a vydávání knih podporovalo a propagovalo Prombergerovo knihkupectví celou řadu aktivit a společenských akcí českých vlasteneckých spolků (např. Vlastenecký spolek musejní) či finančně podporovalo mladé místní výtvarné umělce.

### Úmrtí
Zemřel 29. října 1932 v Olomouci ve věku 76 let. Pohřben byl na městském Ústředním hřbitově. Po jeho smrti přebrali rodinné knihkupectví jeho synové, včetně Romualda Prombergrera mladšího (1893–1974).
Na domě na Horním náměstí, kde knihkupectví sídlilo, byla po roce 2000 přidána pamětní deska s bustou Romualda Prombergera.